# مسألة بعد هندسي
مسألة البعد الهندسي هي دراسة مجموعات من النقاط بناء فقط على قيم معطاة لمسافات بين أزواج نقاط هي عناصر من هذه المجموعات.    وعليه فإن للبعد الهندسي علاقة مباشرة في المجالات التي تكون فيها قيم المسافة محددة أو مقدَّرَة مثل علم الأحياء ، شبكة الاستشعار ، مسح الأراضي، علم الخرائط والفيزياء.

## تطبيقات
مسألة البعد الهندسي (DGP) هي إيجاد إحداثيات مجموعة من النقاط باستخدام المسافات بين أزواج من هذه النقاط. توجد العديد من التخصصات التي تعمل بنشاط على هذه المسألة، وذلك لوجود تطبيقات واقعية يمكن أن تؤدي إلى مصادفة هذه المسألة. من الأمثلة على ذلك تحديد موقع المستشعرات في شبكات الاتصالات. في تلك الحالة وضعيات بعض المستشعرات معروفة (والتي يطلق عليها نقاط ارتساء) وبعض المسافات بين المستشعرات معروفة كذلك: المسألة هنا هي تحديد وضعيات (إحداثيات) جميع المستشعرات في الفضاء.
يوجد تطبيق لمسألة البعد الهندسي في علم الأحياء.  حيث يمكن لتقنيات تجريبية تقدير المسافات بين أزواج الذرات في جزيء معين وتصبح المسألة هنا تحديد البنية ثلاثية الأبعاد لهذا الجزيء، كمثال: تحديد وضعيات جميع ذرات الجزيء. في هذا المجال يتركز الاهتمام الأساسي على البروتينات لأن اكتشاف بنياتها الثالثية يسمح بالحصول على معلومات حول الوظائف التي يمكن أن تؤديها. آثار هذه المسألة في مجالات ذات صلة مثل الطب الحيوي وتصميم الأدوية واضحة. يشار إلى مسألة البعد الهندسي (DGP) في مجال علم الأحياء الجزيئي بمسألة البعد الهندسي الجزيئي (MDGP).